# Список книг по «Звёздным войнам»
Здесь представлен список книг о мире «Звёздных войн». С выходом фильма Эпизод I. Скрытая угроза, Lucasfilm разделили все книги на эпохи, сопоставив каждому временному промежутку свой логотип.
ДБЯ - До Битвы при Явине.

## Старая Республика
Эпоха Старой Республики, также называемая Ситхской эпохой, включает в себя период с 5,000 ДБЯ (основание Галактической Республики) по 1,000 ДБЯ (Седьмое руусанское сражение). Вероятно, события дореспубликанского периода также относятся к этой эпохе.

## Старая Республика (эпоха)

### 5,000 ДБЯ
- Tales of the Jedi: The Golden Age of the Sith (Рассказы о Джедаях: Золотой век Ситхов) (РУ)
- Tales of the Jedi: Fall of the Sith Empire (Рассказы о Джедаях: Падение империи Ситхов) (ЧРУ)
- Lost Tribe of the Sith: Precipice by John Jackson Miller (Затерянное племя Ситхов: Пропасть)
- Lost Tribe of the Sith: Skyborn by John Jackson Miller

### 4,985 ДБЯ
- Lost Tribe of the Sith: Paragon by John Jackson ( Племя ситхов: Образец Джона Джексона Милл)

### 4,975 ДБЯ
- Lost Tribe of the Sith: Savior by John Jackson Miller

### 3,998 ДБЯ
- Tales of the Jedi: Knights of the Old Republic (Рассказы о Джедаях: Рыцари Старой Республики)
- Tales of the Jedi: The Freedon Nadd Uprising (Рассказы о Джедаях: Восстание Фиридон Нада)

### 3,997 ДБЯ
- Tales of the Jedi: Dark Lords of the Sith

### 3,996 ДБЯ
- Tales of the Jedi: The Sith War

### 3,993 ДБЯ
- Shadows and Light

### 3,986 ДБЯ
- Tales of the Jedi: Redemption

### 3,964 ДБЯ
- Рыцари Старой Республики: Перекрёсток (Knights of the Old Republic: Crossroads)
- Рыцари Старой Республики: Посвящение (Knights of the Old Republic: Commencement)
- Knights of the Old Republic: Flashpoint.

### 3,963 ДБЯ
- Knights of the Old Republic: Flashpoint Interlude: Homecoming
- Knights of the Old Republic: Reunion
- Knights of the Old Republic: Days/Knights

### 3,960 ДБЯ
- Lost Tribe of the Sith: Purgatory by John Jackson Miller

### 3,956 ДБЯ
- Рыцари Старой Республики (Knights of the Old Republic)

### 3,952 ДБЯ
- Unseen, Unheard

### 3,951 ДБЯ
- Рыцари Старой Республики II: Лорды ситхов (Knights of the Old Republic II: The Sith Lords)

### 1,000 ДБЯ
- Darkness Shared
- Дарт Бейн: Путь разрушений (Darth Bane: Path of Destruction)
- Дарт Бейн: Правило Двух (Darth Bane: Rule of Two)
- Дарт Бейн: Династия Зла (Darth Bane: Dynasty of Evil)
- Jedi vs Sith
- Bane of the Sith

## Восход Империи
Содержит книги, описывающие события происходившие за 1,000 лет до событий фильма Эпизод IV. Новая надежда.

### Наследие Джедаев
- Наследие Джедаев — Джуд Уотсон (88.5 ДБЯ — 21.5 ДБЯ)(Д)

### СерияУченик Джедая
- Становление Силы — Дейв Волвертон (45 ДБЯ) (Д)
- Властитель тёмной силы — Джуд Уотсон (45 ДБЯ) (Д)
- Похитители памяти — Джуд Уотсон (44 ДБЯ) (Д)
- Знак короны — Джуд Уотсон (44 ДБЯ) (Д)
- Планета войн — Джуд Уотсон (44 ДБЯ) (Д)
- На перепутье — Джуд Уотсон (44 ДБЯ) (Д)
- Осаждённый храм — Джуд Уотсон (44 ДБЯ) (Д)
- Час расплаты — Джуд Уотсон (44 ДБЯ) (Д)
- Битва за правду — Джуд Уотсон (43 ДБЯ) (Д)
- Шаткий мир — Джуд Уотсон (43 ДБЯ) (Д)
- Смертельная охота — Джуд Уотсон (43 ДБЯ) (Д)
- Дьявольский эксперимент — Джуд Уотсон (42 ДБЯ) (Д)
- Опасное спасение — Джуд Уотсон (39 ДБЯ) (Д)
- В силу тесной связи — Джуд Уотсон (39 ДБЯ) (Д)
- Гибель надежды — Джуд Уотсон (39 ДБЯ) (Д)
- Зов мести — Джуд Уотсон (39 ДБЯ) (Д)
- Единственная свидетельница — Джуд Уотсон (39 ДБЯ) (Д)
- Внутренняя угроза — Джуд Уотсон (39 ДБЯ) (Д)
- Специальное издание #1: Заблуждения — Джуд Уотсон (41 ДБЯ — 29 ДБЯ) (Д)
- Специальное издание #2: Последователи — Джуд Уотсон (39 ДБЯ — 29 ДБЯ) (Д)

### Секреты Джедаев
- Секреты Джедаев — Джуд Уотсон (39 ДБЯ — 20 ДБЯ)(Д)

### Дарт Мол
- Дарт Мол: Диверсант — Джеймс Лучено (33 ДБЯ) (Э)
- Дарт Мол: Тёмный мститель — Майкл Ривз (32.5 ДБЯ)
- Дарт Мол:Взаперти-Джо Шрайбер.

### Под покровом лжи
- Под покровом лжи — Джеймс Лючено (32.5 ДБЯ)

### Скрытая угроза
- Звёздные войны. Эпизод I: Скрытая угроза — Терри Брукс (32 ДБЯ)
- Звёздные войны. Эпизод I: Скрытая угроза — Патриция Рид (Д)

### Планета-бродяга
- Планета-бродяга (роман) — Грег Бир (29 ДБЯ)

### Серия«Странствия джедая»☀
- «Странствия джедая: Путь к правде» — Джуд Уотсон (28 ДБЯ) (Д)
- «Странствия джедая: Путь ученика» (— Джуд Уотсон (27 ДБЯ) (Д)
- «Странствия джедая: По следам джедая»— Джуд Уотсон (27 ДБЯ) (Д)
- «Странствия джедая: Опасные игры» — Джуд Уотсон (27 ДБЯ) (Д)
- «Странствия джедая: Мастер маскировки» — Джуд Уотсон (27 ДБЯ) (Д)
- «Странствия джедая: Школа страха»  — Джуд Уотсон (26 ДБЯ) (Д)
- «Странствия джедая: Капкан во тьме»— Джуд Уотсон (25 ДБЯ) (Д)
- «Странствия джедая: Момент истины» — Джуд Уотсон (25 ДБЯ) (Д)
- «Странствия джедая: Смена караула» — Джуд Уотсон (24 ДБЯ) (Д)
- «Странствия джедая: Притворный мир»  — Джуд Уотсон (24 ДБЯ) (Д)
- «Странствия джедая: Последняя битва» — Джуд Уотсон (24 ДБЯ) (Д)

### Преддверие Бури
- Преддверие Бури — Алан Дин Фостер (22.5 ДБЯ)

### Войны клонов

#### Атака клонов (Эпизод II)
- «Звёздные войны. Эпизод II: Атака клонов»  (Attack of the Clones, 2006) — Р. А. Сальваторе (22 ДБЯ)

#### Уязвимая Точка
- Уязвимая Точка — Мэтью Стовер (21.5 ДБЯ)

### Месть Ситхов
- Лабиринт Зла — Джеймс Лусено (19 ДБЯ)
- «Звёздные войны. Эпизод III: Месть ситхов» (Revenge of the Sith, 2005) — Мэтью Стовер (19 ДБЯ)
- Темный повелитель: Становление Дарта Вейдера — Джеймс Лусено (19 ДБЯ)

### Приключения Хана Соло
- Хан Соло в Звёздном тупике — Брайан Дэйли (2 ДБЯ)
- Реванш Хана Соло — Брайан Дэйли (2 ДБЯ)
- Хан Соло и потерянное наследство — Брайан Дэйли (2 ДБЯ)

## Восстание
Содержит книги, описывающие события происходившие в течение 5 лет после событий фильма Эпизод IV. Новая надежда.

### Новая надежда (Эпизод IV)
- Звёздные войны. Эпизод IV: Новая надежда — Джордж Лукас (0 ДБЯ)

### Империя наносит ответный удар (Эпизод V)
- Звёздные войны. Эпизод V: Империя наносит ответный удар — Дональд Глут (3 ПБЯ)

### Возвращение Джедая (Эпизод VI)
- Звёздные войны. Эпизод VI: Возвращение джедая — Джеймс Кан (4 ПБЯ)

## Новая Республика
Содержит книги, описывающие события происходившие в период от 5 до 25 лет после событий фильма Эпизод IV. Новая надежда. .

### Jedi Prince
Из-за постоянного пополнения этой серии новыми книгам, большая часть списка требует пересмотра и пополнения
- The Glove of Darth Vader (1992), by Paul & Hollace Davids (5 ПБЯ) (Y)
- The Lost City of the Jedi (1992), by Paul & Hollace Davids (5 ПБЯ) (Y)
- Zorba the Hutt's Revenge (1992), by Paul & Hollace Davids (5 ПБЯ) (Y)
- Mission from Mount Yoda (1993), by Paul & Hollace Davids (5 ПБЯ) (Y)
- Queen of the Empire (1993), by Paul & Hollace Davids (5 ПБЯ) (Y)
- Prophets of the Dark Side (1993), by Paul & Hollace Davids (5 ПБЯ) (Y)

### Luke Skywalker and the Shadows of Mindor
- Luke Skywalker and the Shadows of Mindor (2008), by Matthew Stover (5.5 ПБЯ) (A)

### X-Wing
- Разбойный экадрон— 1996, Майкл Стэкпол (6.5 ПБЯ),
- Игра Веджа—  1996, Майкл Стэкпол (6.5 ПБЯ)
- Капкан «Крайтос»— 1996, Майкл Стэкпол (7 ПБЯ)
- Война за Бакту— 1997, Майкл Стэкпол (7 ПБЯ)
- Эскадрилья-призрак — 1997, Аарон Оллстон (7 ПБЯ)
- Iron Fist  —  1998, Aaron Allston (7.5 ПБЯ)  (A)
- Solo Command  —  1999, Aaron Allston (7.5 ПБЯ)  (A)
- Isard's Revenge  —  1999, Michael Stackpole (9 ПБЯ)  (A)
- Starfighters of Adumar  —  1999, Aaron Allston (12-13 ПБЯ)  (A)
- Mercy Kill — 2012, Aaron Allston (13 ПБЯ, 19 ПБЯ, 29 ПБЯ, c. 44 ПБЯ)  (A)

### The Courtship of Princess Leia
- The Courtship of Princess Leia (1994), by Dave Wolverton (8 ABY)

### A Forest Apart
- A Forest Apart (2003), by Troy Denning (8 ПБЯ)

### Tatooine Ghost
- Tatooine Ghost (2003), by Troy Denning (8 ПБЯ)

### Трилогия Трауна
- Наследник Империи — 1991, Тимоти Зан (9 ПБЯ)
- Возрождение Тьмы — 1991, Тимоти Зан (9 ПБЯ)
- Последний Приказ — 1993, Тимоти Зан (9 ПБЯ)

### Рука Трауна
- Призрак Прошлого — Тимоти Зан
- Образ Будущего — Тимоти Зан

### ТрилогияАкадемия Джедаев
- В поисках Силы — 1994, Кевин Андерсон (11 ПБЯ)
- Тёмный подмастерье — 1994, Кевин Андерсон (11 ПБЯ)
- Рыцари Силы — 1994, Кевин Андерсон (11 ПБЯ)

### Я — джедай!
- Я - джедай! — 1998, Майкл Стэкпол (11 ПБЯ)

### The Callista Trilogy
- Children of the Jedi (1995), by Barbara Hambly (12-13 ABY) (A)
- Darksaber (1995), by Kevin J. Anderson (12-13 ABY) (A)
- Planet of Twilight (1997), by Barbara Hambly (12-13 ABY) (A)

### The Crystal Star
- The Crystal Star (1994), by Vonda McIntyre (14 ABY) (A)

### The Black Fleet Crisis Trilogy
- Before the Storm (1996), by Michael P. Kube-McDowell (16 ABY) (A)
- Shield of Lies (1997), by Michael P. Kube-McDowell (16 ABY) (A)
- Tyrant's Test (1998), by Michael P. Kube-McDowell (16 ABY) (A)

### The New Rebellion
- The New Rebellion (1996), by Kristine Kathryn Rusch (17 ABY) (A)

### The Corellian Trilogy
- Ambush at Corellia (1995), by Roger MacBride Allen (18 ABY) (A)
- Assault at Selonia (1995), by Roger MacBride Allen (18 ABY) (A)
- Showdown at Centerpoint (1995), by Roger MacBride Allen (18 ABY) (A)

### The Hand of Thrawn
- Specter of the Past (1997), by Timothy Zahn (19 ABY) (A)
- Vision of the Future (1998), by Timothy Zahn (19 ABY) (A)

### Scourge
- Scourge (2012), by Jeff Grubb (19 ABY) (A)

### Путь уцелевшего
- Сделка Дурака (Fool's Bargain) —  2004, Тимоти Зан (22 ПБЯ) (E)
- Путь уцелевшего (Survivor's Quest) — 2004, Тимоти Зан (22 ПБЯ)  (A)

### Junior Jedi Knights
- Junior Jedi Knights: The Golden Globe — 1995, Нэнси Ричардсон (22 ПБЯ) (Д)
- Lyric's World (1996), Нэнси Ричардсон (22 ABY) (Y)
- Promises (1996), Нэнси Ричардсон (22 ABY) (Y)
- Anakin's Quest (1996), by Rebecca Moesta (22 ABY) (Y)
- Vader's Fortress (1997), by Rebecca Moesta (22 ABY) (Y)
- Kenobi's Blade (1997), by Rebecca Moesta (22 ABY) (Y)

### Young Jedi Knights
- Heirs of the Force — 1995, Кевин Андерсон & Rebecca Moesta (23-24 ABY) (Y)
- Shadow Academy — 1995, Кевин Андерсон & Rebecca Moesta (23-24 ABY) (Y)
- The Lost Ones — 1995, Кевин Андерсон & Rebecca Moesta (23-24 ABY) (Y)
- Lightsabers — 1996, Кевин Андерсон & Rebecca Moesta (23-24 ABY) (Y)
- Darkest Knight — 1996, Кевин Андерсон & Rebecca Moesta (23-24 ABY) (Y)
- Jedi Under Siege — 1996, Кевин Андерсон & Rebecca Moesta (23-24 ABY) (Y)
- Shards of Alderaan — 1997, Кевин Андерсон & Rebecca Moesta (23-24 ABY)  (Y)
- Diversity Alliance — 1997, Кевин Андерсон & Rebecca Moesta (23-24 ABY)  (Y)
- Delusions of Grandeur — 1997, Кевин Андерсон & Rebecca Moesta (23-24 ABY)  (Y)
- Jedi Bounty — 1997, Кевин Андерсон & Rebecca Moesta (23-24 ABY)  (Y)
- The Emperor's Plague — 1997, Кевин Андерсон & Rebecca Moesta (23-24 ABY)  (Y)
- Return to Ord Mantell — 1998, Кевин Андерсон & Rebecca Moesta (23-24 ABY)  (Y)
- Trouble on Cloud City — 1998, Кевин Андерсон & Rebecca Moesta (23-24 ABY)  (Y)
- Crisis at Crystal Reef — 1998, Кевин Андерсон & Rebecca Moesta (23-24 ABY)  (Y)'
- Jedi Shadow (Omnibus - Heirs of the Force, Shadow Academy & The Lost Ones) Кевин Андерсон & Rebecca Moesta (23-24 ABY)  (Y)
- Jedi Sunrise (Omnibus - Lightsabers, Darkest Knight, & Jedi Under Siege) Кевин Андерсон & Rebecca Moesta (23-24 ABY)  (Y)
- Under the Black Sun (Omnibus - Return to Ord Mantell, Trouble on Cloud City, & Crisis at Crystal Reef) Кевин Андерсон & Rebecca Moesta (23-24 ABY)  (Y)

## Новый Орден Джедаев
Содержит книги, описывающие события происходившие в период от 25 до 29 лет после событий фильма Эпизод IV. Новая надежда.
- Вектор-прим — Роберт Сальваторе (25 ПБЯ)
- Темный прилив I: Натиск — Майкл Стэкпол (25 ПБЯ)
- Темный прилив II: Руины — Майкл Стэкпол (25 ПБЯ)
- Посланники Хаоса I: Проверка на прочность — Джеймс Лучено (25 ПБЯ)
- Посланники Хаоса II: Сумерки джедаев — Джеймс Лучено (25 ПБЯ)
- Точка опоры — Кэти Тайерс (26 ПБЯ)
- Edge of Victory I: Conquest — Грегори Киз (26 ПБЯ)
- Edge of Victory II: Rebirth — Грегори Киз (26 ПБЯ)
- Star by Star — Трой Деннинг (27 ПБЯ)
- Dark Journey — Элейн Каннингем (27 ПБЯ)
- Enemy Lines I: Rebel Dream — Аарон Оллстон (27 ПБЯ)
- Enemy Lines II: Rebel Stand — Аарон Оллстон (27 ПБЯ)
- Traitor — Мэтью Стовер (27 ПБЯ)
- Destiny’s Way — Уолтер Уильямс (28 ПБЯ)
- Force Heretic I: Remnant — Шон Уильямс, Шейн Дикс(28 ПБЯ)
- Force Heretic II: Refugee — Шон Уильямс, Шейн Дикс(28 ПБЯ)
- Force Heretic III: Reunion — Шон Уильямс, Шейн Дикс(28 ПБЯ)
- The Final Prophecy — Грегори Киз (28 ПБЯ)
- The Unifying Force — Джеймс Лучено (29 ПБЯ)

## Наследие
Содержит книги, описывающие события происходившие после 40 лет от событий фильма Эпизод IV. Новая надежда.
Предательство — Аарон Олстон
Узы крови — Карен Трэвисс
Буря — Трой Деннинг
Изгнание — Аарон Олстон
Жертва — Карен Трэвисс
Преисподняя — Трой Деннинг
Ярость — Аарон Олстон
Откровение — Карен Трэвисс
Непобедимый — Трой Деннинг